# Никифоров, Владимир Олегович
Владимир Олегович Никифоров (род. 12 марта 1963 года) — профессор, доктор технических наук, проректор по научной работе Университета ИТМО, заместитель генерального директора ЛОМО, старший научный сотрудник РАН.

## Биография
- В 1986 году окончил Ленинградский институт механики и оптики
- В 2001 году, будучи доцентом, получил степень доктора технических наук в Санкт-Петербургском Институте точной механики и оптики[1] Тема диссертации «Адаптивное и робастное управление с компенсацией возмущений»[2].
- С 1991 г. занимал различные должности в Университете ИТМО: научный сотрудник кафедры автоматики и телемеханики (1991—1992), ассистент (1992), доцент (1992—2001), профессор кафедры систем управления и информатики (2001), проректор по развитию, проректор по научной работе (2013).
- В 1993 −1994 гг — старший научный сотрудник лаборатории Института проблем машиноведения РАН
- С 1993 по 1995 гг работал научным сотрудником Лаборатории сложных систем Института проблем машиноведения РАН
- С 1998 по 2004 года работал научным сотрудником ЦНИИ «Электроприбор»
- В 1999 году стал ученым секретарем Санкт-Петербургской группы Российского национального комитета по автоматическому управлению
- В 2000 году занял должность заместителя председателя оргкомитета 2-й международной Конференции по управлению колебаниями и хаосом (COC 2000)
- С 2000 по 2002 снова работал научным сотрудником Лаборатории сложных систем Института проблем машиноведения РАН
- В 2001 году занял должность учёный секретарь Всероссийского конкурса научных работ молодых ученых по механике и процессам управления, посвященного столетию со дня рождения А. И. Лурье, заместитель председателя оргкомитета 5-го симпозиума IFAC по нелинейным системам управления (NOLCOS’01) . В том же году получил звание профессора кафедры систем управления СПбГУ ИТМО. На протяжении девяти лет с 2004 по 2013 год совмещал работу в вузе и должность заместителя генерального директора ОАО «ЛОМО»
- С 2013 года проректор по научной работе Университета ИТМО[1].

Учёный секретарь Санкт-Петербургской группы Национального комитета по автоматическому управлению Российской Академии Наук, член Технического комитета по адаптивному управлению Международной федерации по автоматическому управлению (IFAC), член редакционных коллегий журналов «Automatica» (официальный журнал IFAC) и «Известия вузов. Приборостроение».
Никифоров Владимир Олегович является автором около полутора сотен научных работ. Среди них 6 монографий, 5 учебных пособий, около 30 журнальных статей и более 100 печатных работ. Главный редактор журналов «Научно-технический вестник информационных технологий, механики и оптики» и «Control Engineering Россия», председатель диссертационного совета Д 212.227.03, член диссертационного совета Д 212.227.06, член общественной организации «Академия навигации и управления движением».

## Монографии
- Fradkov A.L., Miroshnik I.V., Nikiforov V.O. Nonlinear and Adaptive Control of Complex Systems. — Dordrecht, Boston, London. Kluwer Academic Publishers, 1999.
- Мирошник И. В., Никифоров В. О., Фрадков А. Л. // Нелинейное и адаптивное управление сложными динамическими системами. — СПб: Наука, 2000.
- Никифоров В. О., Ушаков А. А. // Управление в условиях неопределенности: чувствительность, адаптация и робастность. — Санкт-Петербург: издательство СПбГИТМО (ТУ), 2002.
- Никифоров В. О. // Адаптивное и робастное управление с компенсацией возмущений. — СПб: Наука, 2003.
- Слита О., Никифоров В. О. Ушаков А. В. // Управление в условиях неопределенности : неадаптивные и адаптивные алгоритмы . — Saarbrucken: LAP LAMBERT Academic Publisher, 2012.
- Никифоров В. О., Ёлкин А. В., Маслова Г. И. Световые микроскопы (в кн. под ред. А. И. Карпищенко.) // Медицинские лабораторные технологи. — Москва, «ГЭОТАР-Медиа», 2012

## Учебные пособия
- Болтунов Г. И., Никифоров В. О., Чежин М. С. // Программные средства анализа и синтеза систем управления. — СПб: СПбГИТМО, 2000.
- Лямин А. В., Михайлов С. В., Никифоров В. О., Рюхин В. Ю., Чежин М. С. // Исследование моделей объектов управления и среды функционирования. — СПб: СПбГИТМО, 2000.
- Мирошник И. В., Никифоров В. О. // Синтез линейных систем автоматического управления. — СПб.: СПбГИТМО, 2000.
- Бобцов А. А., Никифоров В. О., Пыркин А. А., Слита О. В., Ушаков А. В. // Методы адаптивного и робастного управления нелинейными объектами в приборостроении. (Рекомендовано УМО вузов РФ по образованию в области приборостроения и оптотехники в качестве учебного пособия межвузовского использования для студентов по профилю подготовки магистров 200100 «Приборостроение») — СПб: издательство ИТМО, 2013

## Изобретения
Никифоров В. О. принимал участие и был руководителем многих научно-исследовательских работ, в том числе:
- Разработка системы управления гребной электрической установкой судна
- Разработка и испытания систем управления контурным движением технологических модулей — транспортных роботов, роботов-манипуляторов, металлообрабатывающих станков
- Разработка и испытания системы управления мехатронным поворотным столом
- Разработка и испытания систем активной виброзащиты
- Разработка перспективных систем автоматического управления инжекторными двигателями
- Планапохроматический объектив[3]
- Оптическая система проекционного бортового индикатора[4]

## Увлечения
Учёный в свободное время занимается активными видами спорта: баскетболом, теннисом, волейболом. 